# Lellingeria dissimulans
Lellingeria dissimulans är en stensöteväxtart som först beskrevs av William Ralph Maxon, och fick sitt nu gällande namn av Alan Reid Smith. Lellingeria dissimulans ingår i släktet Lellingeria och familjen Polypodiaceae. Inga underarter finns listade.